# Yamaha YZF-R6
Yamaha YZF-R6 — це японський спортивний мотоцикл виробництва Yamaha Motor Company, класу 600, вперше випущений у 1998 році, модернізований у 2001, 2003, 2006, 2008 і незначно модернізований у проміжні роки.

## Історія
Yamaha YZF-R6 була представлена в 1999 році як полегшена версія YZF-R1, на додаток до подібної модифікації мотоцикла для вуличної їзди YZF600R. Мотоцикл отримав новий двигун від Yamaha здатний виробляти більше 108 к.с. (81 кВт). R6 був першим 600cc в світі чотиритактним мотоциклом з двигуном здатним розвивати потужність понад 100 к.с. (75 кВт).
YZF-R6 був модернізований кілька разів з моменту її введення. Починаючи з моделі 2003 року R6 стали інжекторними.